# Macrosiphoniella subterranea
Macrosiphoniella subterranea är en insektsart som först beskrevs av Koch 1855.  Macrosiphoniella subterranea ingår i släktet Macrosiphoniella och familjen långrörsbladlöss. Arten är reproducerande i Sverige. Inga underarter finns listade i Catalogue of Life.